# 西安交通大学机械工程学院
西安交通大学机械工程学院，是西安交通大学的一个学院，其前身为成立于1913年的上海工业专门学校电气机械科，是交通大学历史最悠久的学院之一。

## 历史
- 1913年：按照教育部指示，交通部上海工业专门学校改电机科为电气机械科，同时调整了课程设置，由此被视为交大高等机械工程教育的开端。
- 1921年：学校在原有的电机科外，新增设了机械科。
- 1928年：机械科扩充为机械工程学院。
- 1946年：抗战胜利后，交通大学渝校回迁上海与沪校合一，组建工学院共有10个系2个专修科，机械工程系为其中之一。
- 1952年：新中国成立后国家进行院系调整，调整后的机械工程系更名为机械制造系。
- 1956年：交通大学开始西迁，机械制造系随迁至西安。
- 1980年：机械制造系更名为机械工程系（简称机械系），设有机械制造工艺、设备及自动化、金属材料、锻压、铸造、焊接、液压传动及控制等7个专业。
- 1987年：在机械工程系外，增设机械学系，设机械设计与制造1个专业。
- 1994年：由机械制造工程系、机械学系两系合并成立机械工程学院。[2]

## 系所设置

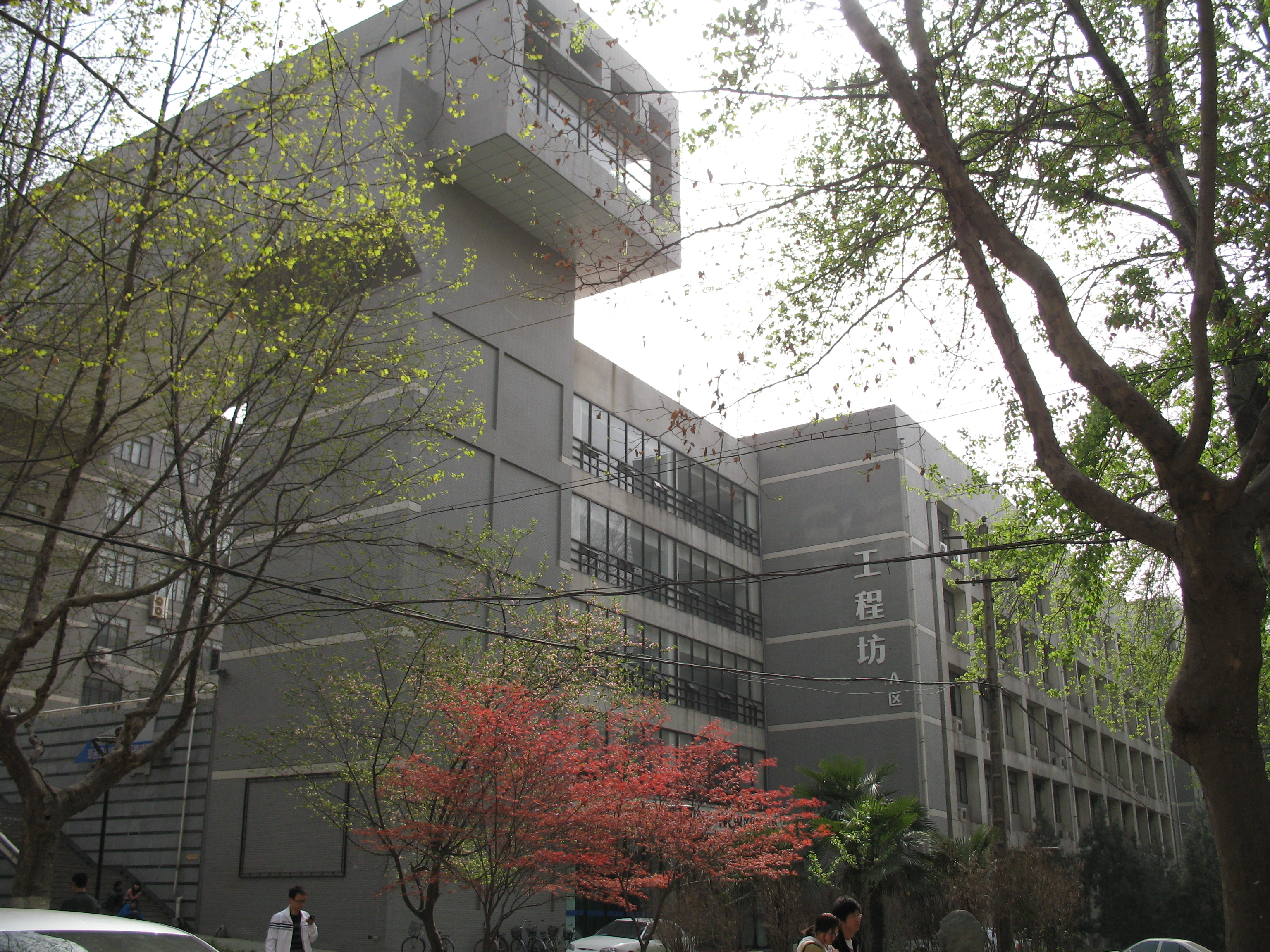
机械工程实践中心

- 机械工程及自动化系
- 工业设计系
- 仪器科学与精密制造系
- 车辆工程系
- 机械基础实验教学示范中心

### 重点实验室及中心

#### 国家
- 机械制造系统工程国家重点实验室
- 快速制造国家工程研究中心

#### 教育部
- 教育部现代设计与制造网上合作研究中心
- 现代设计与转子轴承系统教育部重点实验室
- 快速成形制造教育部工程研究中心

#### 陕西省
- 陕西省装备质量与可靠性工程中心
- 陕西省激光快速成型与模具制造工程研究中心
- 陕西省机械产品质量保障与诊断重点实验室
- 陕西省微型机械电子系统研究中心[1]

## 著名校友
钱学森 李天和 陈先霖 唐九华 汪应洛 阮雪榆 秦裕琨 周永茂 蔡睿贤 曹春晓 李鹤林 熊有伦 屈梁生 卢秉恒